# Louis Bauderon de Vermeron
Louis Bauderon De Vermeron, né le 17 mai 1808 à Varzi et mort le 31 octobre 1870 à Paris, est un peintre et un professeur d'histoire de l'art français.

## Biographie
Louis Pierre Vincent Joseph Bauderon De Vermeron est le fils d'Alexis Bauderon de Vermeron (1783-1843), receveur de l'enregistrement, et de Joséphine Viana (1787-1834).
Élève d'Eugène Delacroix, il expose au Salon de 1837 à 1870.
Il obtient en 1842 une médaille de troisième classe (portrait).
Il se lie d'amitié avec Louis d'Anthoine et Pierre Puvis de Chavannes. Il effectue avec ce dernier un séjour en Italie (il y restera près de 10 ans), puis de retour à Paris le présente à Delacroix
En 1849, il épouse Anne Marie Joséphine de Villeneuve, puis est veuf en 1855.
Il devient professeur d'histoire de l'art et publie un cours de peinture : Histoire des Arts et l'Existence des grands maîtres.
En 1866 à Ars-sur-Moselle, il épouse en secondes noces la sœur de la pianiste Caroline Rémaury, Jeanne Marie Léontine Rémaury, artiste peintre ; Pierre Puvis de Chavannes est témoin du mariage.
Armé d'un fusil lors de la guerre franco-allemande de 1870, il arrive finalement à l'Ambulance de l'Association polytechnique, atteint par une fluxion de poitrine. Reprenant quelque force, il prend le rôle d'infirmier afin d'aider ses patriotes. Son mal s'accentue et il retourne chez lui.
Il meurt à son domicile de la rue de Vintimille, à l'âge de 62 ans. Il est inhumé le 1er novembre 1870 au cimetière de Montmartre.

## Œuvres exposées aux Salons parisiens
- Marie Madeleine aux pieds de Jésus, au Salon de 1837
- Portrait du docteur Hebray, au Salon de 1839
- La Maîtresse d'Alexandre de Médicis, tyran de Florence, au Salon de 1839
- Portrait de M. le colonel marquis d'Al., au Salon de 1839
- Portrait de M. Bessems, au Salon de 1841
- Portrait de M. Pons, au Salon de 1842
- Portrait de Mlle Sophie de Villegarde, au Salon de 1842
- Portrait de M. L'Heureux, chef d'escadron d'état-major, au Salon de 1843
- Portrait de Mme la comtesse de V., au Salon de 1843
- L'Annonciation, au Salon de 1844
- Portrait de M. Levassor, au Salon de 1844
- Le Jeu, le vin et l'amour, au Salon de 1845
- Portrait de Mlle Eugénie G., au Salon de 1845
- Jeunes filles de Smyrne, au Salon de 1846
- Rêverie, au Salon de 1846, étude
- La Séduction, au Salon de 1846
- La Zingara, au Salon de 1846
- Portrait de Mlle Anna Grave, artiste du théâtre des Variétés, au Salon de 1846
- La Fioraja de Florence, au Salon de 1849
- Le Cloître, au Salon de 1849
- Le Retour de la quête ; souvenir de Rome, au Salon de 1849
- Portrait de Mme J., au Salon de 1849
- Tête d'étude, au Salon de 1849
- L'Évanouissement de la Sainte-Vierge, au Salon de 1855
- Bacchantes après le sacrifice, au Salon de 1858 (Blois)
- Le Colporteur, au Salon de 1861 (Toulouse)
- Le Partage du butin, au Salon de 1861 (Toulouse)
- Bacchanale, au Salon de 1864
- Fruits dans une corbeille caraïbe, au Salon de 1864 (Toulouse)
- Ils reçoivent et ils donnent, au Salon de 1864 (Toulouse)
- Les Saturnales romaines, au Salon de 1864 (Toulouse)
- L'Oiseau sacré, au Salon de 1864 (Toulouse)
- Portrait de Mme M. de Saint-M., au Salon de 1864
- L'Emploi de la dîme, au Salon de 1865
- "Il m'aimera !", au Salon de 1866
- Fleurs et fruits sur des ruines, au Salon de 1866
- I burattini ; scène italienne, au Salon de 1867[10].
- Portrait de M. le général de L., au Salon de 1867
- L'Incertitude du Pandore, au Salon de 1868
- Portrait de Mme H. de G., au Salon de 1868
- La Charité, au Salon de 1869
- Portrait d'enfant, au Salon de 1869
- Portrait de M., au Salon de 1870
- Tête d'étude, au Salon de 1870